# Pseudonautia manuana
Pseudonautia manuana är en insektsart som beskrevs av Marius Descamps 1978. Pseudonautia manuana ingår i släktet Pseudonautia och familjen Romaleidae. Inga underarter finns listade i Catalogue of Life.